# Джерард, Эдди
Эдвард Джордж (Эдди) Джерард (англ. Edward George 'Eddie' Gerard; 22 февраля 1890, Оттава — 7 декабря 1937, там же) — канадский профессиональный хоккеист и хоккейный тренер. Четырёхкратный обладатель Кубка Стэнли (1920—1923) с командами «Оттава Сенаторз» и «Торонто Сент-Патрикс» как игрок, обладатель Кубка Стэнли (1926) с командой «Монреаль Марунз» как тренер. Джерард был в числе 12 первых членов Зала хоккейной славы, избранных в него в 1945 году.

## Игровая карьера
Спортивные интересы Эдди Джерарда были широкими: он играл в футбол (c 1909 по 1913 год на позиции халфбека в клубе «Оттава Раф Райдерс»), лакросс, теннис и крикет, занимался греблей. Однако наиболее заметных успехов он достиг в хоккее с шайбой. На льду он демонстрировал высокую технику катания и блестящее владение шайбой, обеспечивающие эффективность как в нападении, так и в защите, а также лидерские качества, позволившие ему на протяжении четырёх лет оставаться капитаном команды-обладателя Кубка Стэнли, а затем завоевать это трофей с другим клубом уже в качестве тренера.
Вся игровая карьера Джерарда прошла в его родной Оттаве. Он начинал её в любительских клубах «Оттава Секондс» и «Оттава Нью-Эдинбергс» прежде, чем в 1913 году пришёл в профессиональный клуб «Оттава Сенаторз» в качестве левого нападающего. Это решение далось ему нелегко, поскольку к тому моменту у него уже была надёжная хорошо оплачиваемая работа в Геодезической службе Канады. Чтобы уговорить Джерарда подписать контракт, «Сенаторз» пришлось предложить ему разовую выплату в размере 400 долларов — значительной суммы в то время. На протяжении трёх лет Джерард продолжал играть в нападении, начав свою карьеру в «Сенаторз» в одной тройке с Джеком Дарра и Скином Ронаном. В сезоне НХА 1914-15 он сделал 10 результативных передач, что в то время считалось исключительно хорошим результатом, и играл с «Сенаторами» в финале Кубка Стэнли, где оттавский клуб уступил «Ванкувер Миллионерз».
Когда Джерард перешёл на позицию защитника, где с ним играл Жорж Буше, он быстро стал той опорой, на которой строилась оборона «Оттавы». В это время в полной мере проявились и его лидерские данные. В первом сезоне Национальной хоккейной лиги Джерард был играющим тренером «Сенаторов», но его команда выступила неудачно, и на следующий год он уступил тренерский пост Альфу Смиту. В сезоне 1918-19 во многом благодаря игре Джерарда «Оттава» пропустила самое низкое количество голов за следующие пять лет. В следующем году он стал капитаном команды, и во главе с ним «Сенаторз» завоевали в конце сезона Кубок Стэнли. В финальной серии с «Сиэттл Метрополитанс» Джерард и Спрэг Клегхорн поставили перед нападающими соперника надёжный заслон, а в пятой, решающей, игре Джерард и сам отметился голом, провезя шайбу от своих до чужих ворот.
Джерард оставался капитаном «Сенаторз», известных в тот период как «Супершестёрка» (англ. Super Six), и в следующие три сезона. В сезоне 1920-21 он забросил 11 шайб в 24 играх, а «Оттава» оставалась благодаря его усилиям лучшей командой НХЛ в защите. В плей-офф Джерард сыграл исключительно агрессивно, набрав 53 минуты штрафного времени в 7 матчах — больше, чем любой другой игрок, а «Оттава» во второй раз подряд стала обладателем Кубка Стэнли, победив в мятиматчевой серии чемпионов ХАТП «Ванкувер Миллионерз». В следующем сезоне Джерард снова показал отличные результаты в нападении, забив 7 голов и сделав 11 результативных передач за 21 матч, но «Сенаторз» выбыли из борьбы за Кубок Стэнли, проиграв в плей-офф НХЛ клубу «Торонто Сент-Патрикс». Тем не менее Джерарду удалось снова побороться за кубок, что стало возможным из-за многочисленных травм, обрушившихся на торонтский клуб в финальной серии против «Ванкувер Миллионерз». По договорённости с менеджером ванкуверской команды Лестером Патриком «Сент-Патрикс» перед четвёртой игрой серии получили право вызвать в состав любого защитника Восточной Канады вместо выбывшего Гарри Камерона и остановили свой выбор на Джерарде. Оттавский защитник настолько удачно сыграл в этом матче, что Патрик отказался позволить торонтскому клубу вызвать его и на пятую, решающую игру, но «Сент-Патрикс» сумели победить и в ней, и во всей серии. Завоёванный с «Торонто» Кубок Стэнли стал для Джерарда третьим подряд.
Сезон 1922-23 стал последним в игровой карьере Джерарда, которому случайный удар товарища по команде повредил горло. Пострадавшие голосовые связки Джерарда не восстановились до конца жизни, но он отыграл за сезон 23 матча, победив с командой в плей-офф Кубка Стэнли клубы из Ванкувера и Эдмонтона и завоевав его в четвёртый раз подряд. После победы над «Эдмонтоном» Джерард завершил выступления.

## Статистика выступлений
| 1907-08          | Оттава Секондс       | OCHL             | 7   | 8  | —  | 8  | —   | —  | — | — | — | —  |
| 1908-09          | Оттава Секондс       | OCHL             | 5   | 11 | —  | 11 | 10  | 2  | 1 | 0 | 1 | 5  |
| 1909-10          | Оттава Секондс       | OCHL             | 9   | 17 | —  | 17 | —   | 3  | 1 | 0 | 1 | 14 |
| 1910-11          | Оттава Нью-Эдинбергс | IPAHU            | 6   | 9  | —  | 9  | 18  | 3  | 6 | 0 | 6 | 6  |
| 1910-11          | Оттава Нью-Эдинбергс | OCHL             | 2   | 1  | —  | 1  | 0   | —  | — | — | — | —  |
| 1911-12          | Оттава Нью-Эдинбергс | IPAHU            | 11  | 12 | —  | 12 | 8   | 4  | 8 | 0 | 8 | 6  |
| 1912-13          | Оттава Нью-Эдинбергс | IPAHU            | 9   | 16 | —  | 16 | 16  | 7  | 6 | 0 | 6 | 6  |
| 1913-14          | Оттава Сенаторз      | НХА              | 11  | 6  | 7  | 13 | 34  | —  | — | — | — | —  |
| 1913-14          | Оттава Нью-Эдинбергс | IPAHU            | 2   | 2  | —  | 2  | —   | —  | — | — | — | —  |
| 1914-15          | Оттава Сенаторз      | НХА              | 20  | 9  | 10 | 19 | 39  | 2  | 0 | 0 | 0 | 18 |
| 1914-15          | Оттава Сенаторз      | Кубок Стэнли     | —   | —  | —  | —  | —   | 3  | 1 | 0 | 1 | 0  |
| 1915-16          | Оттава Сенаторз      | НХА              | 24  | 13 | 5  | 18 | 57  | —  | — | — | — | —  |
| 1916-17          | Оттава Сенаторз      | НХА              | 19  | 17 | 9  | 26 | 37  | 2  | 1 | 0 | 1 | 3  |
| 1917-18          | Оттава Сенаторз      | НХЛ              | 20  | 13 | 7  | 20 | 26  | —  | — | — | — | —  |
| 1918-19          | Оттава Сенаторз      | НХЛ              | 18  | 4  | 6  | 10 | 17  | 5  | 3 | 0 | 3 | 3  |
| 1919-20          | Оттава Сенаторз      | НХЛ              | 22  | 9  | 7  | 16 | 19  | —  | — | — | — | —  |
| 1919-20          | Оттава Сенаторз      | Кубок Стэнли     | —   | —  | —  | —  | —   | 5  | 2 | 1 | 3 | 3  |
| 1920-21          | Оттава Сенаторз      | НХЛ              | 24  | 11 | 4  | 15 | 18  | 2  | 1 | 0 | 1 | 6  |
| 1920-21          | Оттава Сенаторз      | Кубок Стэнли     | —   | —  | —  | —  | —   | 5  | 0 | 0 | 0 | 44 |
| 1921-22          | Оттава Сенаторз      | НХЛ              | 21  | 7  | 11 | 18 | 16  | 2  | 0 | 0 | 0 | 8  |
| 1921-22          | Торонто Сент-Патрикс | Кубок Стэнли     | —   | —  | —  | —  | —   | 1  | 0 | 0 | 0 | 0  |
| 1922-23          | Оттава Сенаторз      | НХЛ              | 23  | 6  | 13 | 19 | 12  | 2  | 0 | 0 | 0 | 0  |
| 1922-23          | Оттава Сенаторз      | Кубок Стэнли     | —   | —  | —  | —  | —   | 6  | 1 | 0 | 1 | 4  |
| За карьеру в НХА | За карьеру в НХА     | За карьеру в НХА | 74  | 45 | 31 | 76 | 167 | 7  | 2 | 0 | 2 | 9  |
| За карьеру в НХЛ | За карьеру в НХЛ     | За карьеру в НХЛ | 128 | 50 | 48 | 98 | 108 | 27 | 7 | 1 | 8 | 71 |

## Дальнейшая карьера
После окончания выступлений Джерард занялся тренерской работой, уже в 1923 году став помощником главного тренера «Монреаль Канадиенс». По ходу следующего сезона выполнявший одновременно обязанности генерального менеджера и тренера Сесил Харт освободил второй пост для Джерарда, сосредоточившись на менеджерской работе, но уже перед сезоном 1925-26 тот перешёл в другой монреальский клуб — «Монреаль Марунз». Джерарду удалось привлечь в клуб таких игроков, как будущие члены Зала хоккейной славы Бейб Сиберт и Нельс Стюарт, и первый же год в роли главного тренера «Марунз» оказался для него победным — команда завоевала Кубок Стэнли.
В 1928 году «Марунз» вторично дошли под управлением Джерарда до финала Кубка Стэнли, но на этот раз уступили «Нью-Йорк Рейнджерс». В одном из матчей финальной серии «Рейнджерс» остались без вратаря, но Джерард отказался предоставить им одного из своих запасных вратарей, вместо этого в насмешку предложив тренировавшему американскую команду 44-летнему Лестеру Патрику самому встать в ворота. Патрик не только сделал это, но и выиграл со своей командой этот матч, а затем и серию (в оставшихся матчах ворота «Рейнджерс» защищал бывший вратарь «Нью-Йорк Американс» Джо Миллер, вызванный специально для этого из низшей лиги).
В 1930 году Джерард на два года перешёл в «Нью-Йорк Американс», а затем ещё на два года вернулся в «Марунз». Свой последний год в качестве тренера он провёл в сезоне 1934-35 с «Сент-Луис Иглз», после чего ухудшающееся состояние здоровья заставило его прекратить работу. Джерард умер от рака гортани в августе 1937 года, в возрасте 47 лет. В 1945 году, после учреждения Зала хоккейной славы, он стал одним из первых девяти игроков в списке его членов (в общей сложности в этот год членами Зала хоккейной славы стали 12 человек).